# Абдул Малик Болкиах
Абдул Малик ибни Хассанал Болкиах (малайск. Abdul Malik ibn Hassanal Bolkiah; род. 30 июня 1983, Бандар-Бруней) — брунейский принц, младший сын султана Хассанала Болкиаха и королевы Салехи.

## Биография
Абдул Малик Болкиах родился 30 июня 1983 года в семье султана Хассанала Болкиаха и королевы Салехи. Он является вторым сыном и самым младшим среди 6 детей этой пары. Принц получил среднее образование на родине, закончил Международную школу Джерудонг и Университет Брунея-Даруссалам, получив степень бакалавра искусств в области педагогических исследований.
С 1 марта 2013 по 28 февраля 2017 года принц Абдул Малик возглавлял Комитет по управлению Фонда султана Хаджи Хассанала Болкиаха. Принц вместе с членами султанской семьи совершает дипломатические поездки, где встречается с представителями государств или послами разных стран.

## Семья
9 апреля 2015 года принц Абдул Малик Болкиах женился на Рааби'атул Адавийях, которой тогда было 22 года. На свадьбе присутствовали малазийские султаны, а также саудовский принц Сауд ибн Абдул-Мухсин Аль Сауд. У супругов три дочери:
- принцесса Анак Мутиа Рааятул Болкиах (род. 2 марта 2016[5]);
- принцесса Анак Фатхия Рафаахул Болкиах (род. 10 марта 2018);
- принцесса Анак Халишах Мишбаахул Болкиах (род. 5 января 2020)